# Aluta teres
Aluta teres är en myrtenväxtart som beskrevs av Barbara Lynette Rye och Malcolm Eric Trudgen. Aluta teres ingår i släktet Aluta och familjen myrtenväxter. Inga underarter finns listade i Catalogue of Life.